# Ewa Katarzyna Janus
Ewa Katarzyna Janus – polska inżynier, doktor habilitowany nauk technicznych.

## Życiorys
W 1994 r. ukończyła studia chemiczne w Politechnice Szczecińskiej, w 1999 r. obroniła pracę doktorską pt. Synteza eterów allilowych wybranych dioli C4, której promotorem była dr hab. Miłka Antoszczyszyn, w 2014 r. habilitowała się na podstawie pracy zatytułowanej Chemia i technologia wybranych reakcji Dielsa-Aldera w cieczach jonowych.
Pracuje w Zachodniopomorskim Uniwersytecie Technologicznym w Szczecinie, oraz należy do Rady Dyscypliny Naukowej - Inżynierii Chemicznej ZUT.